# Tom Bauer
Tom Bauer (* 23. September 1996) ist ein deutscher Fußballschiedsrichter.

## Karriere
Bauer wuchs in Ludwigshafen am Rhein auf und lebt in Mainz. Er studierte Deutsch und Sport auf Lehramt an der Johannes Gutenberg-Universität in Mainz und arbeitet im Hauptberuf als Personalberater. Bauer ist als Schiedsrichter des Vereins VfL Neuhofen im Südwestdeutschen Fußballverband aktiv.
Bauer ist seit 2020 Schiedsrichter in der 3. Liga. Bei der Begegnung KFC Uerdingen 05 gegen den SV Meppen am 28. September erfolgte dort sein erstmaliger Einsatz. In der 2. Bundesliga war das Spiel Hansa Rostock gegen den Karlsruher SC am 5. März 2023 sein Debüt. Die erste von ihm geleitete Partie des DFB-Pokals fand am 30. Juli 2022 statt.
Zusätzlich war Bauer bis 2023 als Linienrichter bis zur 2. Bundesliga im Einsatz. In der Bundesliga begleitet er Spiele zudem als Vierter Offizieller.